# زهرا نجاتی عارف
زهرا نجاتی عارف یک بازیکن والیبال نشسته اهل ایران است.

## افتخارات
- نشان نقره بازی‌های پاراآسیایی ۲۰۱۴ به میزبانی اینچئون، کره جنوبی[۱][۲][۳]